# Bisse
Bisse (németül: Bissing, horvátul: Bišira)  község Baranya vármegyében, a Siklósi járásban.

## Fekvése
A Villányi-hegység északnyugati részén helyezkedik el, Harkánytól néhány kilométerre északra.
A szomszédos települések: északkelet felől Áta, kelet felől Kistótfalu, dél felől a ma már Siklóshoz tartozó Máriagyűd, délnyugat felől Harkány, nyugat felől Túrony, északnyugat felől pedig Szalánta.

### Megközelítése
Zsáktelepülés, közúton csak a Pécset a déli országhatárral összekötő 58-as főútról Túronytól északra letérve érhető el, az 57 111-es számú mellékúton.

## Címere
Bisse címere kék-vörös tárcsapajzs. A felső, kék részben bal oldalon egy szőlőfürtöt tartó bal kart, míg jobb oldalon három aranykalászt tartó jobb kart helyeztek el. A címer alsó, vörös részében a zöld színű hármas halom fölött egy lebegő arany oroszlánfej, szájában két keresztbe tett ezüstnyilat tart.
A címer alatt egy aranyszalagon a település neve olvasható nagy, nyomtatott betűkkel.

## Története
A besenyő eredetű település, Bisse nevét az oklevelek 1290-ben említették először Bysse alakban írva, majd 1332-ben ugyanebben az alakban. Az 1542-es adóösszeíráskor Bysschnek írták nevét.
Fényes Elek 1851-ben kiadott Tört. földrajzában írta a településről:
„Bisse, magyar falu Baranya vármegyében, 26 katholikus, 350 református, 5 zsidó lakossal. Református anyaszentegyháza van. Határa első osztálybeli, bora, fája elég. Földesura gróf Batthyán. Utolsó posta Siklós.”

## Közélete

### Polgármesterei
- 1990–1994: Dózsa István (független)[6]
- 1994–1998: Dózsa István (független)[7]
- 1998–2002: Dózsa István (független)[8]
- 2002–2006: Dózsa István (független)[9]
- 2006–2010: Dózsa István (független)[10]
- 2010–2014: Bausz Sándor (független)[11]
- 2014–2019: Bausz Sándor (független)[12]
- 2019–2024: Bausz Sándor (független)[13]
- 2024– : Stivics Gábor (független)[1]

## Népesség
A település népességének változása:
| Lakosok száma | 225  | 213  | 215  | 194  | 198  | 203  | 208  | 208  | 217  |
|               | 2013 | 2014 | 2015 | 2018 | 2019 | 2021 | 2022 | 2023 | 2024 |

A 2011-es népszámlálás során a lakosok 90,1%-a magyarnak, 3% cigánynak, 1,3% horvátnak, 4,3% németnek mondta magát (8,2% nem nyilatkozott; a kettős identitások miatt a végösszeg nagyobb lehet 100%-nál). A vallási megoszlás a következő volt: római katolikus 42,7%, református 22%, evangélikus 0,9%, görögkatolikus 1,3%, felekezeten kívüli 21,1,% (11,6% nem nyilatkozott).
2022-ben a lakosság 84,6%-a vallotta magát magyarnak, 3,4% németnek, 1% cigánynak, 0,5% horvátnak, 1,9% egyéb, nem hazai nemzetiségűnek (13,5% nem nyilatkozott; a kettős identitások miatt a végösszeg nagyobb lehet 100%-nál). Vallásuk szerint 18,8% volt római katolikus, 9,1% református, 1,4% evangélikus, 0,5% görög katolikus, 1% egyéb keresztény, 1,4% egyéb katolikus, 19,7% felekezeten kívüli (48,1% nem válaszolt).

## Nevezetességei

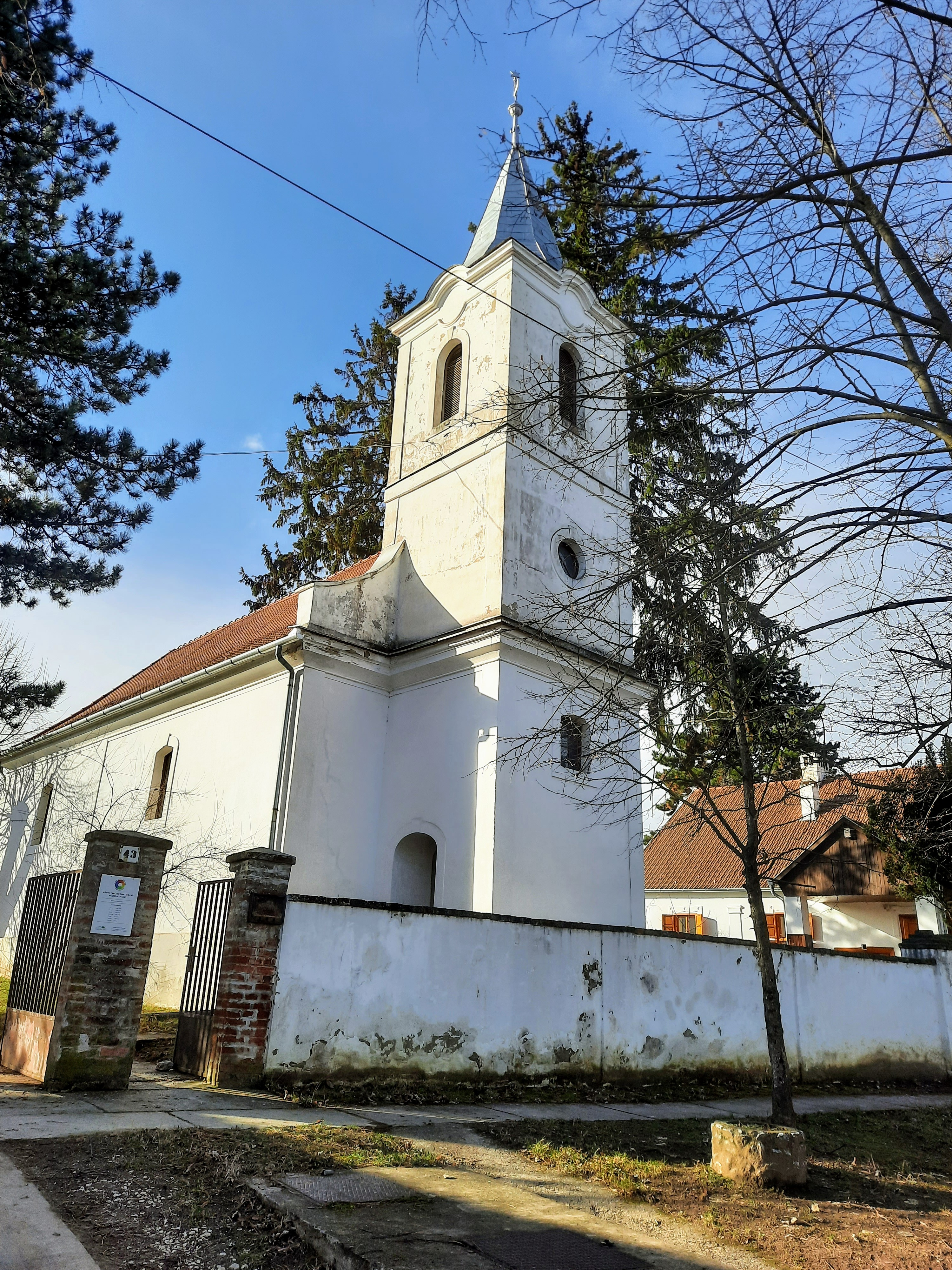
református templom

- Református temploma - 1805-ben épült
- Horgásztó

## Itt születtek
- Itt született 1910. október 29-én Sértő Kálmán költő († 1941. június 15.)
- Itt született 1903. október 8-án Nagy Ferenc magyar miniszterelnök, a Független Kisgazda-, Földmunkás és Polgári Párt elnöke († 1979)